# Hans Galjaard
Hans Galjaard (Leiden, 8 april 1935 – 26 oktober 2022) was een Nederlandse hoogleraar humane genetica. Hij was een arts en onderzoeker die ook bij het grote publiek door geregelde tv-optredens bekendheid genoot.

## Biografie
Galjaard studeerde geneeskunde aan de Leidse universiteit en promoveerde (cum laude) in 1962. Na een periode van onderzoek in de radiobiologie in Harwell (Engeland) en bij het het Medisch Biologisch Laboratorium RVO/TNO te Rijswijk werd hij in 1965 betrokken bij de oprichting van de Medische Faculteit Rotterdam onder leiding van prof.dr. Andries Querido.
Van 1968 tot 1993 was Galjaard hoogleraar en afdelingshoofd celbiologie aan de Erasmus Universiteit Rotterdam.
In deze periode richtte hij zijn aandacht op de prenatale diagnostiek, waarbij ziekten of afwijkingen reeds bij het ongeboren kind kunnen worden vastgesteld. Later werd hij afdelingshoofd klinische genetica aan de Erasmus Universiteit Rotterdam.
Daarnaast was hij lid van de Commissie bio-ethiek van UNESCO en nam hij zitting in de Commissie Terlouw over genetisch gemodificeerd voedsel. Ook vertolkte hij zijn wetenschappelijke rol in televisieprogramma's zoals Willen wij weten (NCRV, 1981), Erfelijkheid en jij: Een film over erfelijkheid en aangeboren afwijkingen (1990) en Alle mensen zijn ongelijk (VARA, 1994).
In 1997 ontving hij de Van Walree Prijs van de Koninklijke Nederlandse Akademie van Wetenschappen.
In 2000 werd aan Galjaard de Van Oldenbarneveltpenning toegekend; dit is de hoogste gemeentelijke onderscheiding van de stad Rotterdam. Zijn afscheidscollege gaf hij in 2001.
Galjaard overleed op 87-jarige leeftijd.

## Privé
- Erland Galjaard, voormalig programmadirecteur van RTL, is zijn zoon.

## Boeken
- Galjaard, H.: Histochemisch en interferometrisch onderzoek van hyalien kraakbeen. Proefschrift, Leiden 1962.
- Diagnostiek en prenataal onderzoek van aangeboren afwijkingen (1976) (ISBN 9789060161029)
- Voorkomen is beter dan niet genezen : medische- en psychosociale voorlichting over erfelijkheid en aangeboren afwijkingen (1977) (ISBN 9789026616259)
- Genetic metabolic diseases : early diagnosis and prenatal analysis (1980) (ISBN 9780444801432)
- Het leven van de Nederlander (1981) (ISBN 9789020434620)
- The Future of prenatal diagnosis (1982) (ISBN 9780443026034)
- Ziekte en erfelijkheid (1982) (ISBN 9789094000745)
- Neuraalbuisdefecten (1988)
- Denkers over dilemma's (1988) (ISBN 9789050180559)
- Alle mensen zijn ongelijk: de verschillen en overeenkomsten tussen mensen : hun erfelijke aanleg, gezondheid, gedrag en prestaties (1994) (ISBN 9789050182416)
- Erfelijke aanleg; noodlot of perspectief? (1995) (ISBN 9789039307380)
- Prenatal testing : new developments and ethical dilemmas (2004) (ISBN 9789069844114)
- Gezondheid kent geen grenzen + DVD; erfelijkheid en de toepassingen van DNA-technologie (2008) (ISBN 9789050188715)

## Tentoonstelling
- In 2011 stelde Prof. Galjaard een tentoonstelling samen waarin de schoonheid van de wetenschap centraal staat: “Schoonheid in de Wetenschap” in Museum Boijmans Van Beuningen, Rotterdam.

- Bibliothèque nationale de France: cb123676089 (data)
- Digitale Bibliotheek voor de Nederlandse Letteren: galj002
- International Standard Name Identifier: 0000 0001 0883 5190
- Library of Congress Control Number: n78014018
- Nationale Bibliotheek van Israël: 987007350370405171
- Nederlandse Thesaurus van Auteursnamen: 068395191
- Système universitaire de documentation: 03269556X
- Virtual International Authority File: 29611870
- WorldCat: E39PBJgRT74VtmfKf4W643dqQq